# 周一 (恆星)
摩羯座η，又名BD-20 6115，HD 200499、SAO 189986、HR 8060，是摩羯座的一颗恒星，视星等为4.84，位于銀經28.05，銀緯-37.86，其B1900.0坐标为赤經20h 58m 42.9s，赤緯-20° -37.86′ 1″。